# Hermenegildo Lanz
Hermenegildo Lanz González (Sevilla, 26 de febrero de 1893 - Granada, 20 de mayo de 1949) fue un profesor de dibujo español, además de pintor, grabador, creador de títeres, escenógrafo, diseñador y fotógrafo. Colaboró en diversos proyectos con Federico García Lorca y Manuel de Falla, pero su aportación al género del títere y creatividad se vieron truncadas por la represión franquista durante y tras la guerra civil española.

## Biografía
Estudió en la Escuela Superior de Pintura, Escultura y Grabado de Madrid y con Rafael Doménech, catedrático de la Real de San Fernando. Obtiene en 1917 plaza de profesor de dibujo en la Escuela Normal de Maestros y Maestras de Granada.

### Del "Rinconcillo" a París
Como miembro fundador de la tertulia de El Rinconcillo que, animada por Federico García Lorca, Francisco Soriano Lapresa, Ángel Barrios y Manuel de Falla, entre otros grandes intelectuales, se reunía en el Café Alameda de Granada, Lanz participó a partir de 1922 en el conjunto de proyectos que fueron saliendo de ella. Así por ejemplo, pintó los carteles de anuncio para el primer Festival del Cante Jondo organizado en Granada, con Antonio Chacón, Manuel Torre y la Niña de los Peines como grandes estrellas.
El 6 de enero de 1923, festividad de los Reyes Magos, Lanz participó como escenógrafo, escultor y titiritero del tinglado construido para la fiesta privada montada en casa de los García Lorca por Federico y Adolfo Salazar, y dedicada a dos niñas de la familia Isabel García Lorca y Laura, hija de Fernando de los Ríos. En el programa de las piezas que se representaron había un entremés atribuido a Cervantes; el Auto de los Reyes Magos, con transcripciones musicales de Falla, sentado al piano; y una adaptación 'lorquiana' para títeres de cachiporra del cuento andaluz "La niña que riega la albahaca y el príncipe preguntón". Además de la satisfacción infantil, el pequeño espectáculo vino a remediar el proyectado viaje titiritero a la Alpujarra Granadina, que se había frustrado el otoño anterior por la decisión de Lorca de terminar su carrera de Derecho.
Tras el éxito de la experiencia, Falla le encargó a Lanz la construcción de los títeres de la proyectada representación en París de El retablo de Maese Pedro, que efectivamente ocurrió en el palacete de la princesa Edmond de Polignac el 25 de junio de 1923; los decorados y figurines fueron obra de Manuel Ángeles Ortiz y de Lanz, que además talló las marionetas y las figuras planas.

### Profesor de dibujo
Ese año, Hermenegildo se trasladó a Azuaga, en Extremadura. Regresó a Granada en 1926, año en el que publicó su colección de aguafuertes más conocida, las veinte “Estampas de Granada”, fundiendo los nuevos tintes expresionistas centroeuropeas con la claridad del optimismo meridional andaluz.
Su entusiasmo pedagógico le llevó a apoyar el proyecto de La Barraca de Eduardo Ugarte y Federico. En octubre de 1932, publicó sus reflexiones sobre el proyecto en un artículo titulado "Misioneros del arte: La Barraca", y publicado en la primera página del diario El Defensor de Granada, el 5 de octubre de ese año.

### Telón y silencio
En 1936, al estallar la Guerra Civil e iniciarse la escalada de persecuciones y violencia en Granada, Lanz tuvo que destruir todos los vínculos materiales que le habían unido a los amigos del bando que finalmente resultaría perdedor; al parecer fue el propio Falla quien le salvó del fusilamiento, gracias a la intervención de José María Pemán. No obstante recibió como castigo el olvido y el silencio.
Murió con 56 años, el 20 de mayo de 1949, en plena calle, a la salida de un cursillo de doctrina religiosa, en Granada, en plena posguerra española. Isabel García Lorca, la hermana pequeña del poeta, dejó escritas en sus memorias, unas líneas que podrían servir de epitafio: 

"...El querido amigo, al admirado artista, el hombre que vivió con estoicismo ejemplar los años más duros de su limpia vida."
Isabel García Lorca